# Französische Gebiete in Jerusalem

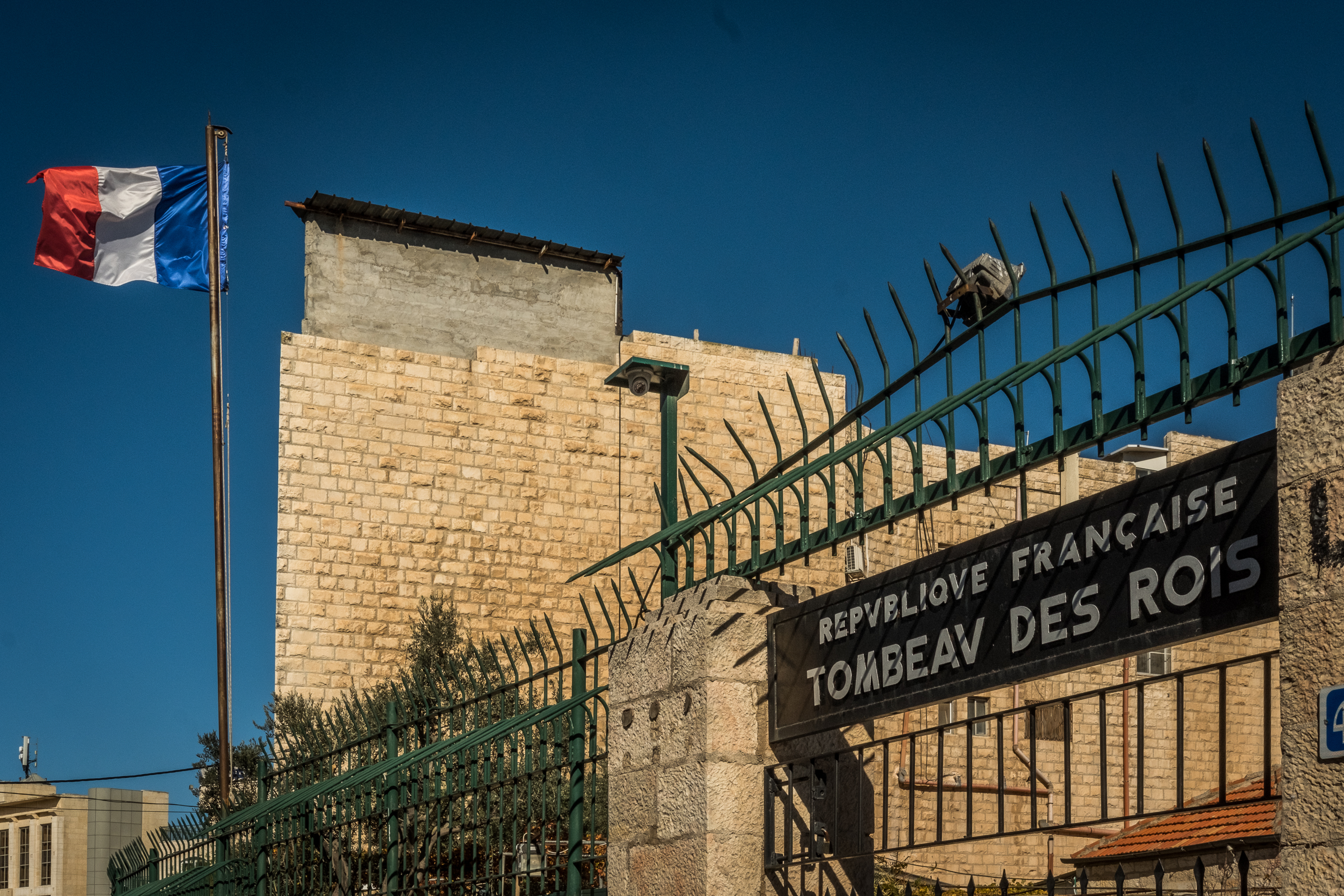
Grab der Helene von Adiabene mit französischer Flagge

Lage der französischen Gebiete (blaue Punkte)

Die französischen Gebiete in Jerusalem (offiziell französisch Domaine national français en Terre sainte) sind de facto Teil Israels, werden aber vom französischen Konsulat in Jerusalem verwaltet.
Hierzu zählen:
- Die Paternosterkirche (französisch L’Eléona) befindet sich auf dem Ölberg. Das Grundstück wurde 1868 durch die französische Prinzessin Aurelie de La Tour d’Auvergne erworben, die es später dem französischen Staat schenkte.[1]
- Die Auferstehungskirche bzw. das Benediktinerkloster in Abu Gosch (französisch Abou Gosh), 1141 durch die Johanniter erbaut, wurde 1871 Frankreich geschenkt.[2]
- Das Grab der Helene von Adiabene (auch Königsgräber genannt; französisch Le Tombeau des Rois) wurde 1863 von französischen Archäologen gefunden, und von den Gebrüdern Péreire gekauft. Sie schenkten es 1886 dem französischen Staat.[3]
- Die St.-Anna-Kirche (französisch Sainte-Anne) befindet sich in der Nähe des Löwentors und wurde im 12. Jahrhundert von Kreuzfahrern errichtet. Sie wurde 1856 dem französischen Staat vom Sultan des Osmanischen Reichs als Dank für die Unterstützung Frankreichs im Krimkrieg geschenkt.[4]

## Galerie

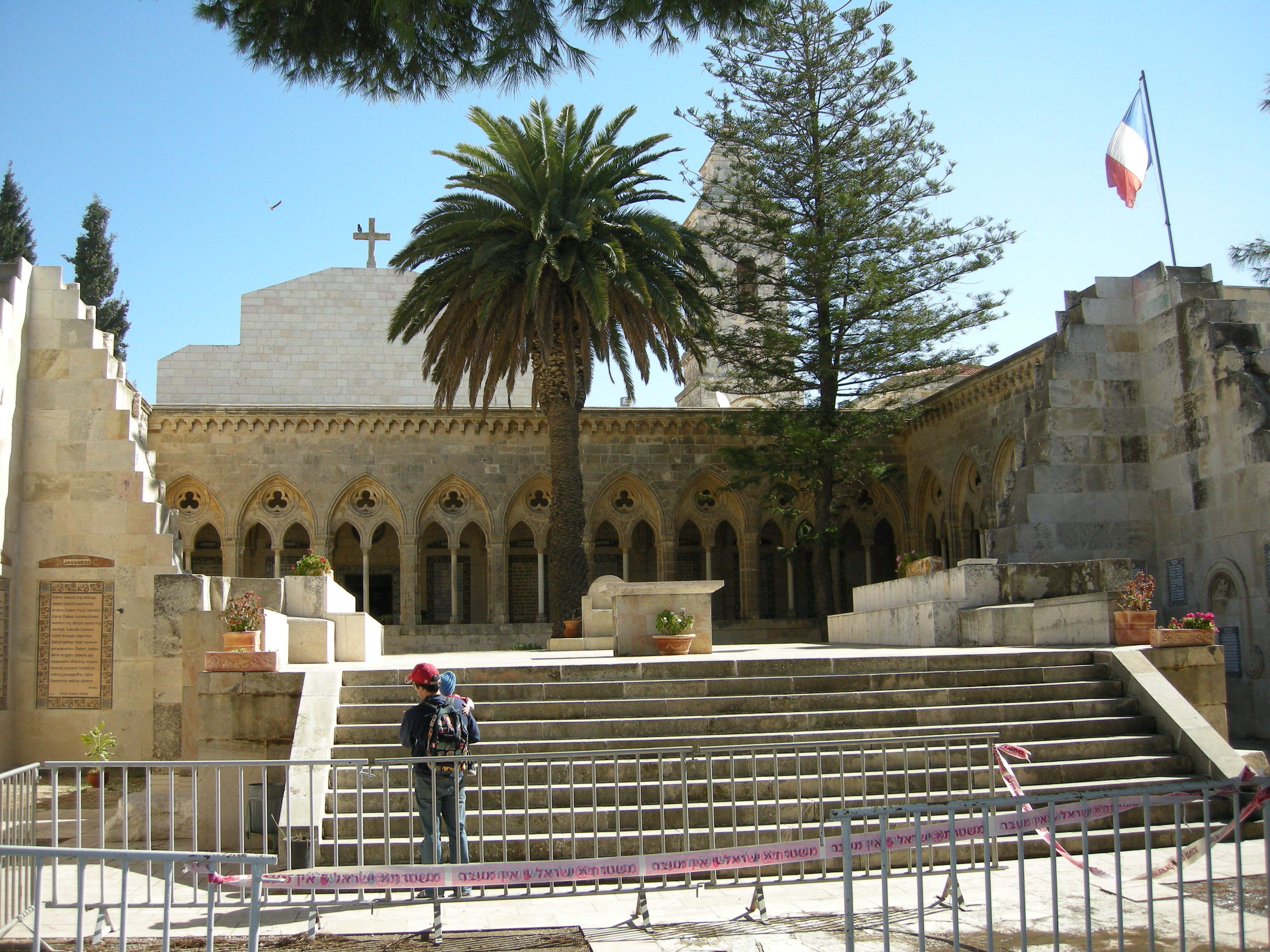
Paternosterkirche
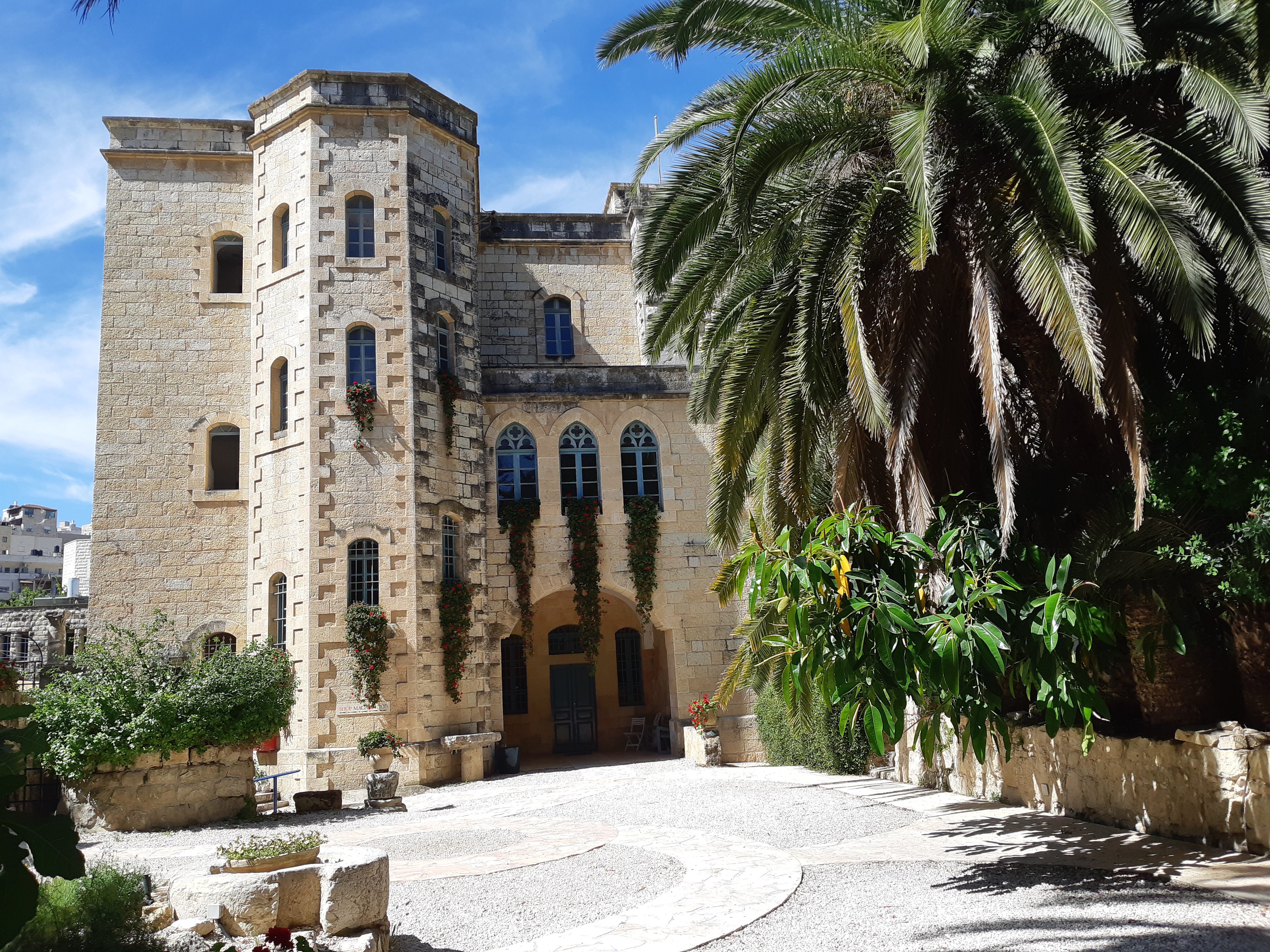
Auferstehungskirche
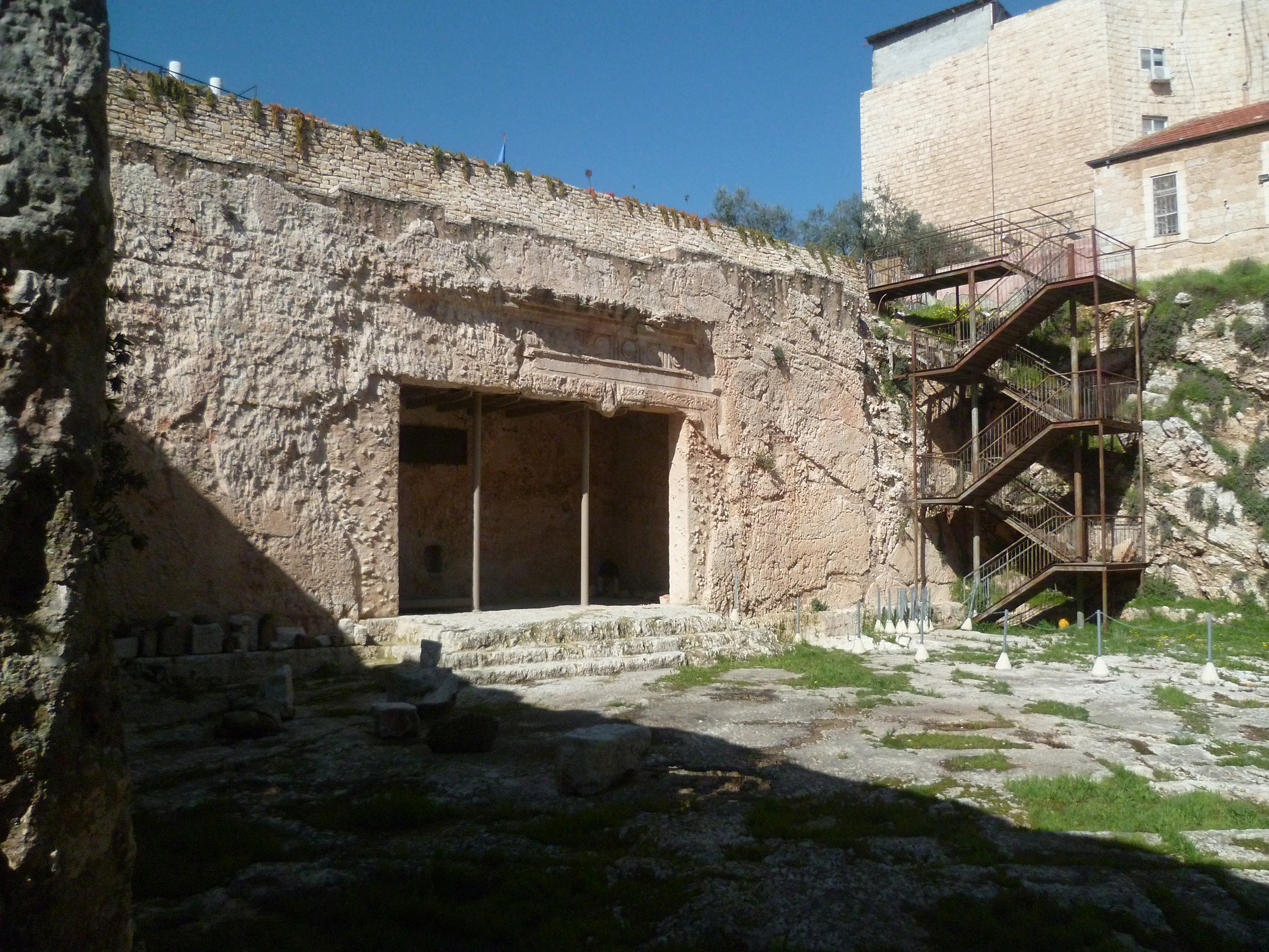
Fassade des Grabes der Helene von Adiabene
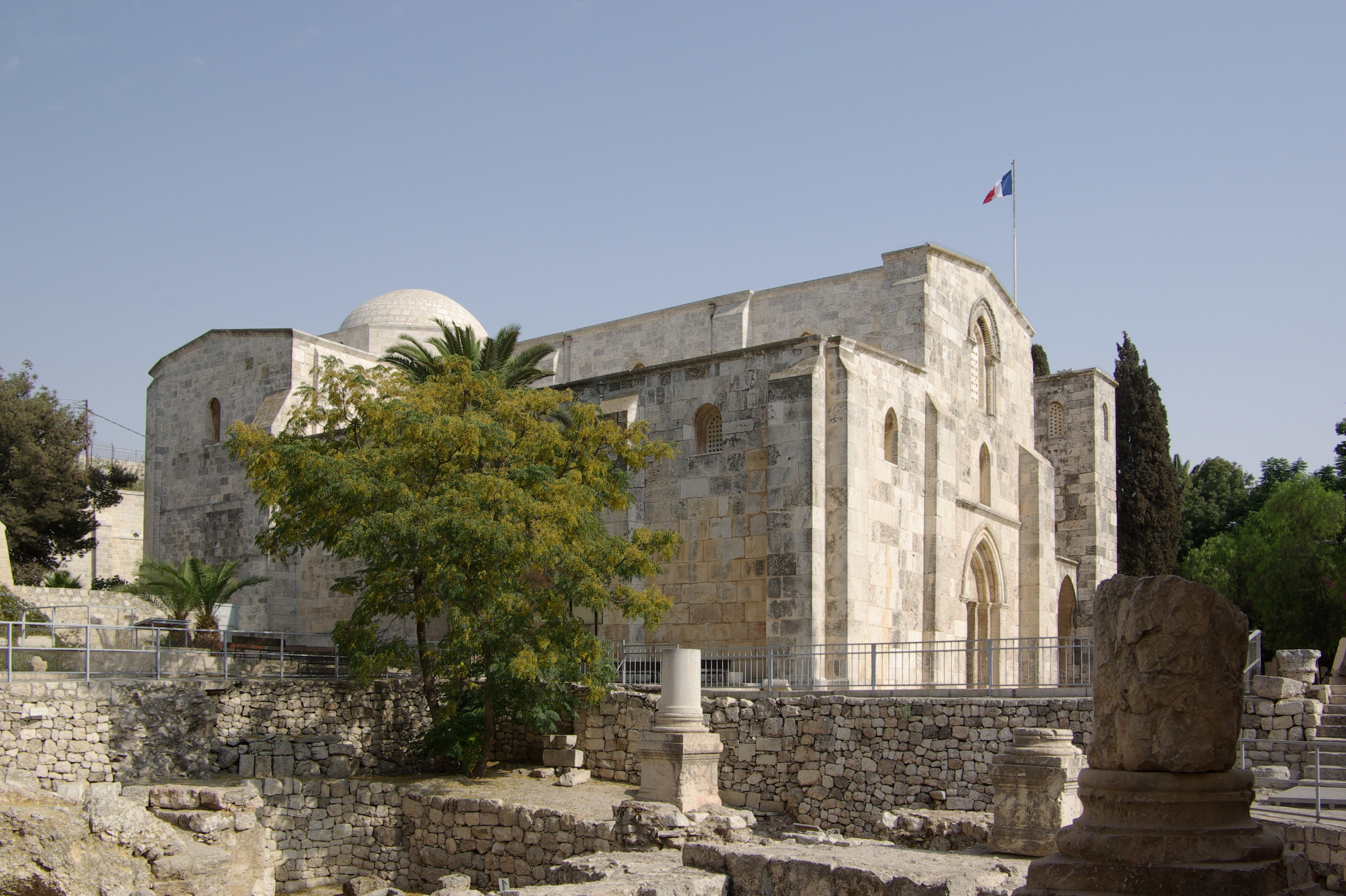
St.-Anna-Kirche